# Киселинен оксид
Оксиди, на които съответстват кислородсъдържащи киселини. Киселинните оксиди взаимодействат с вода, основи и основни оксиди. При нормални условия почти всички са газове. При смесване с вода образуват киселина, затова са задушливи и предизвикват дразнене по лигавиците на носа, глътката и очите. Киселинните оксиди произвеждани от металургията, химическата промишленост и транспорта са главните причинители на глобалното затопляне и киселинните дъждове.
Примери за киселинни оксиди са: въглероден диоксид, азотен диоксид, серен диоксид, серен триоксид.
При реакцията на киселинен оксид с вода се получава съответната киселина:
{\displaystyle \mathrm {\ H_{2}O\ +CO_{2}\leftrightarrow \ H_{2}CO_{3}} }
Киселинните оксиди попаднали в атмосферата не реагират с водните пари (напр. в облаците) с образуване на киселина.
Под формата на киселинен дъжд киселините попадат в почвата и причиняват нейното вкиселяване (виж. pH).
При това някои от неразтворимите съединения на тежките метали в почвата се превръщат в разтворими. Те биват приемани от растенията
и могат да причинят отравяния. Самите растения са чувствителни към киселинните дъждове, които причиняват напр. изгаряния.
Киселинните дъждове причиняват корозия на метални предмети (от желязо, мед и др.), статуи от варовик и пр.
При реакция с основа или основен оксид се получава сол:
{\displaystyle \mathrm {2\ NaOH\ +CO_{2}\longrightarrow \ Na_{2}CO_{3}+\ H_{2}O} }
Подобни реакции се използват за очистване на отпадните газове от ТЕЦ, химически предприятия и пр. от напр. серен диоксид и серен триоксид.
Най-често за целта се използва гасена вар (калциев хидроксид) или като по-евтина алтернатива – варовик (калциев карбонат).
При това се получава калциев сулфит и гипс (калциев сулфат), който се изхвърля или може да се използва в строителството.

## Класификация

### Низши
Оксиди с най-ниската степен на окисление. Напр. Cl2O и др.

### Висши
Оксиди с най-високата степен на окисление. Например: N2O5,SO3 и др.